# Landwirtschaftliche Fachschule Grottenhof-Hardt
Die Landwirtschaftliche Fachschule Grottenhof-Hardt (LFS Grottenhof-Hardt) war eine landwirtschaftliche und gärtnerische Handelsschule und weiterführende Fachschule für Pferdewirtschaft in Thal in der Steiermark.

## Geschichte

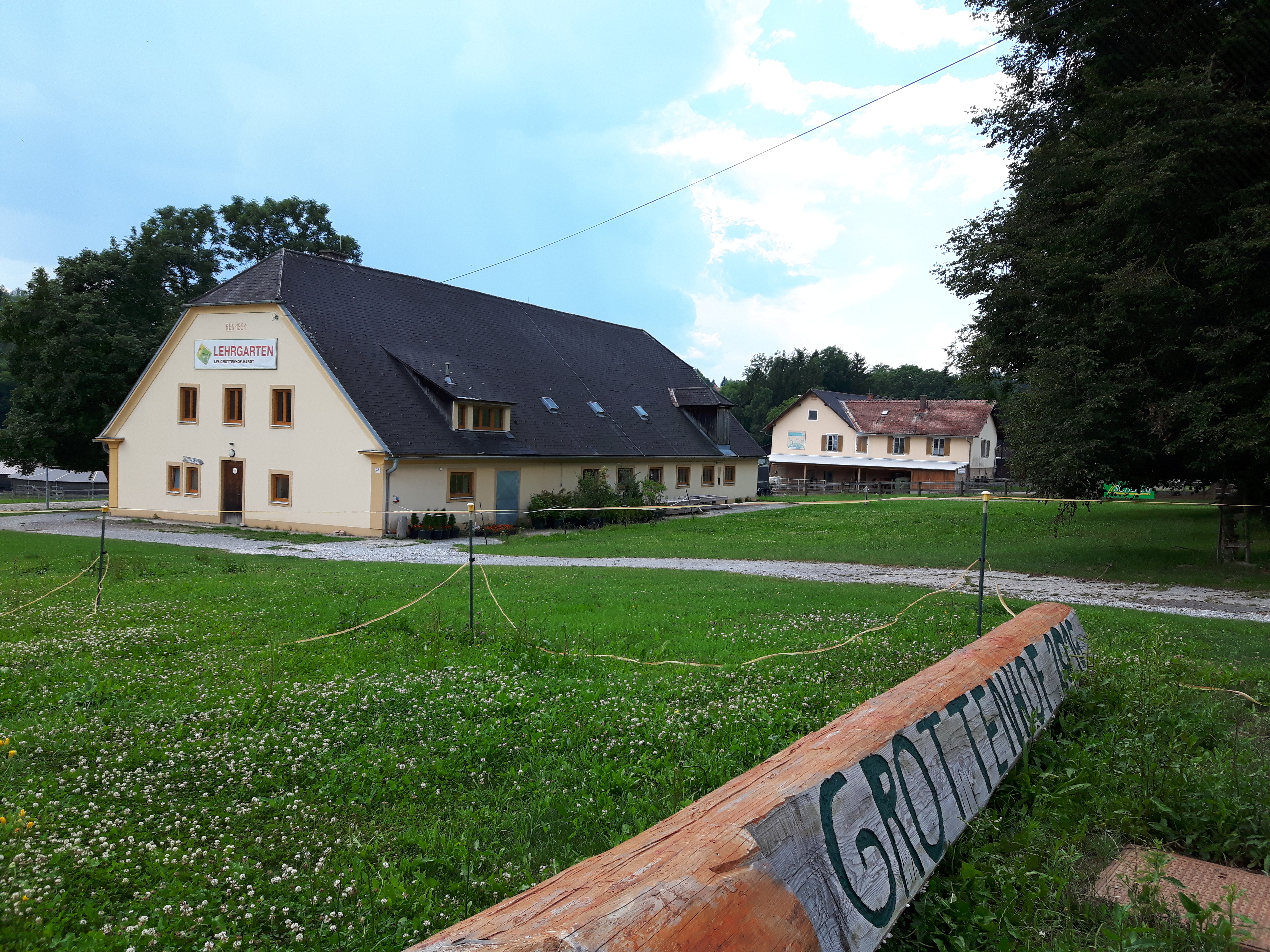
Altes Stallgebäude vom Grottenhof

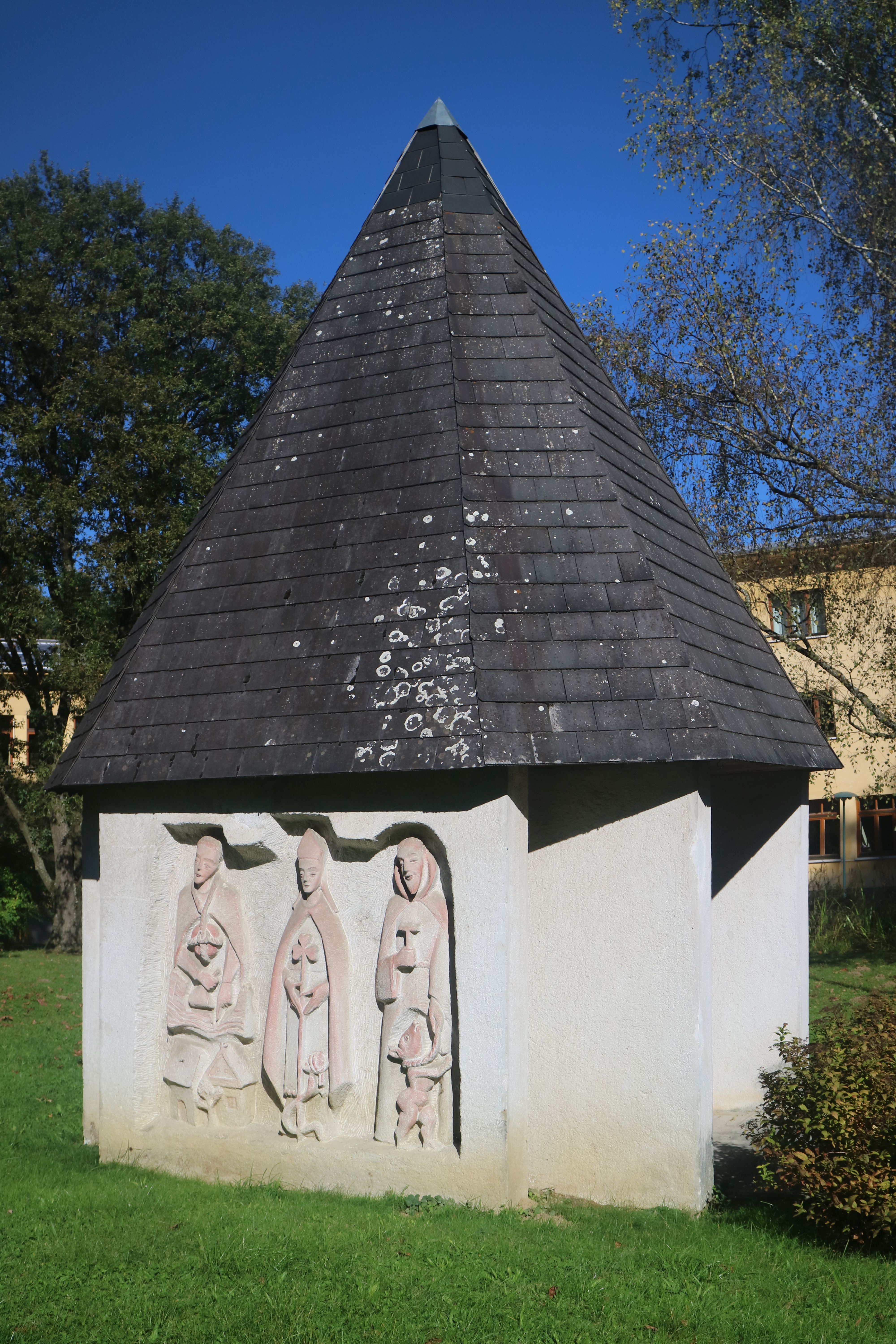
Kapelle mit Wandrelief von Alfred Schlosser

Die Landwirtschaftliche Schule in Grottenhof-Hardt wurde vor über 130 Jahren gegründet und war die älteste bäuerliche Bildungsstätte in der Steiermark. Zur Schule gehörte auch das denkmalgeschützte Schloss Hardt.
Im Jahr 2017 wurde vom Steiermärkischen Landtag entschieden, dass die LFS Grottenhof-Hardt und LFS Alt-Grottenhof zur gemeinsamen Landwirtschaftlichen Fachschule Grottenhof zusammengeführt werden.
Im Zuge dieser Fusionierung wurde auch beschlossen, dass die Handelsschulausbildung im Jahr 2019 ausläuft.

## Leitung
- 1940–1947 Franz Witzany
- seit 2017: DI Erich Kerngast

## Organisation
Die Spezialform Landwirtschaftliche- und Gärtnerische Handelsschule bei der Handelsschule Grottenhof war einzigartig in Österreich. Sie sah ein zusätzliches Praxisjahr vor, nach dem Praxisjahr wurde dann der Facharbeiterbrief verliehen. Anschließend gab es die Möglichkeit der einjährigen weiterführenden Fachschule Pferdewirtschaft (Abschluss: Pferdewirt).
Nach dem Steiermärkischen land- und forstwirtschaftlichen Berufsausbildungsgesetz, LGBl. Nr. 65/91: Ersatz der Facharbeiterprüfung im Lehrberuf Landwirtschaft bzw. Gartenbau bei Nachweis einer mindestens einjährigen einschlägigen praktischen Tätigkeit, Ersatz von Lehrjahren (verkürzte Anschlusslehre) für die landwirtschaftlichen Lehrberufe: Landwirtschaft (für Absolventen der gärtnerischen Handelsschule), Ländliche Hauswirtschaft Gartenbau (für Absolventen der landwirtschaftlichen Handelsschule), Feldgemüsebau, Obstbau und Obstverwertung, Weinbau und Kellerwirtschaft, Molkerei und Käsereiwirtschaft, Pferdewirtschaft, Fischereiwirtschaft, Geflügelwirtschaft, Bienenwirtschaft, Forstwirtschaft, Forstgarten- und Forstpflegewirtschaft, Landwirtschaftliche Lagerhaltung;
Zusätzliche Fächer waren z. B.: Pflanzenbau, Nutztierhaltung, Pflanzenernährung, Landschaftsgärtnerei, Binderei und Blumenschmuck, Baumschulwesen oder Hauswirtschaft, Waldwirtschaft und bäuerlicher Fremdenverkehr.